# 마산제일여자중학교
마산제일여자중학교(馬山第一女子中學校)는 대한민국 경상남도 창원시 마산합포구 문화동에 있는 사립 중학교이다.

## 학교 연혁
- 1947년 3월 3일 : 마산가정여학교 설립인가, 이형규 초대 교장 취임
- 1947년 5월 10일 : 마산가정여학교 개교, 입학식
- 1951년 8월 16일 : 마산제일여자중학교로 교명 변경
- 2007년 5월 10일 : 학교법인 문화교육원 설립 60주년 기념행사
- 2008년 10월 13일 : 예술관 준공
- 2014년 6월 13일 : 청강다목적관 개관
- 2021년 5월 31일 : 본관 개축 준공. 보통교실 21실 포함 총 48실(총 면적 14,356 제곱미터)
- 2022년 9월 1일 : 제17대 박남용 교장 취임
- 2023년 2월 3일 : 제75회 졸업식 거행(졸업생 221명, 졸업생 누계 29,189명)
- 2023년 3월 2일 : 2023학년도 신입생(207명) 입학
- 2023년 3월 7일 : 르네상스 프로젝트 운영 학교 선정

## 참고 자료
- 마산제일여자중학교 - 한국교육학술정보원 학교알리미